# Tvåtakt
Tvåtakt (även 2/4) är inom musiken en taktart som innebär att det är två taktslag i varje takt. Fyrtakt och sextakt kan ofta uppfattas som tvåtakt, och det är mer en bedömningssak hos kompositören om ett stycke ska noteras i 2/2 (alla breve) eller i 4/4. Sextakt har dock en annan, mer vilsam karaktär.